# Мошул
Мо́шул (рум. Moşul, старый ) — загадочный добродушный персонаж румынской мифологии, путешествующий по свету и проверяющий сохранение принципов нравственности народа. Некоторые историки ассоциируют его с дакским богом Залмоксисом или с римским Сатурном.
В 1935 году неграмотный пастух Петраке Лупу из деревни Маглавит утверждал, что повстречал Мошула, и попытался на основе этого создать религиозное учение, согласно которому Дакия должна стать духовным центром мира.